# Adolphe-Félix Cals
Adolphe-Félix Cals (n. 17 octombrie 1810, Paris, Primul Imperiu Francez – d. 3 octombrie 1880, Honfleur, Basse-Normandie, Franța) a fost un pictor francez de portrete, artă de gen și peisaje.

## Viața și opera

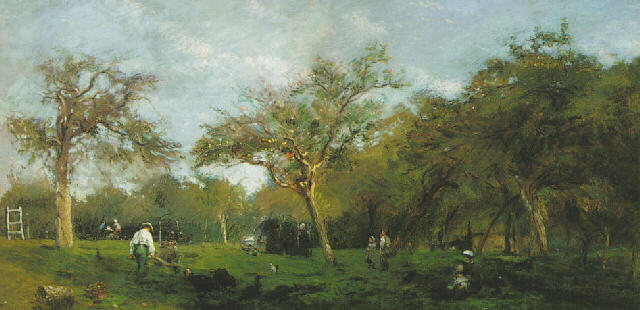
O duminică în Saint-Siméon, 1876.

Adolphe–Félix Cals s-a născut într-o familie săracă, însă părinții săi au încercat să-l împiedice să presteze muncă manuală. S-a pregătit inițial ca gravor sub îndrumarea lui Jean-Louis Anselin⁠(d), care era un prieten de familie. După ce Anselin a murit subit, a continuat să studieze gravura, mai întâi cu Ponce, apoi sub Bosc, pentru ca în cele din urmă să intre în atelierul lui Léon Cogniet. Cogniet a încercat să-l îndrume pe Cals în direcția unui stil mai „popular”, deși Cals nu a fost de acord. Cogniet a susținut că stilul lui Cal îi va afecta cariera, dar Cals a refuzat să cedeze. S-a despărțit de profesorul său (cu influențe neoclasice), din cauza lipsei de apreciere a acestuia față de mișcarea impresionistă emergentă în artă.
Cariera sa a avut de fapt de suferit, și abia la o vârstă mult mai înaintată a atins un oarecare nivel de succes. A fost aclamat de critici la Salonul din 1846, deși nu a primit niciun premiu oficial. Cei mai productivi ani ai săi au sfârșit prin a fi ultimii zece ani din viața lui. A expus mai multe lucrări la saloanele din 1868, 1869 și 1870. În 1863, Cals a expus la „Salon des Refusés⁠(d)”, alături de lucrări ale lui Monet, Degas și Pissarro. Negustorul de artă Pierre–Firmin Martin, cunoscut sub numele de „Părintele Martin”, i-au plăcut lucrările sale, iar Cals a continuat să picteze portrete ale lui Martin și ale soției sale (care se află în prezent „Musée Eugène Boudin” din Honfleur). Astfel a început următoarea etapă a carierei sale; influențat de Jean-Baptiste-Camille Corot și Johan Barthold Jongkind⁠(d), a lucrat în tonuri mai discrete, mai puțin cafenii, apropiindu-se mai mult de impresioniști, fără a adopta „purpuriu-violet cu care unii pictori își inundă picturile” - după cum remarca Victor Jannesson în cartea sa despre Cals (a se vedea bibliografia).

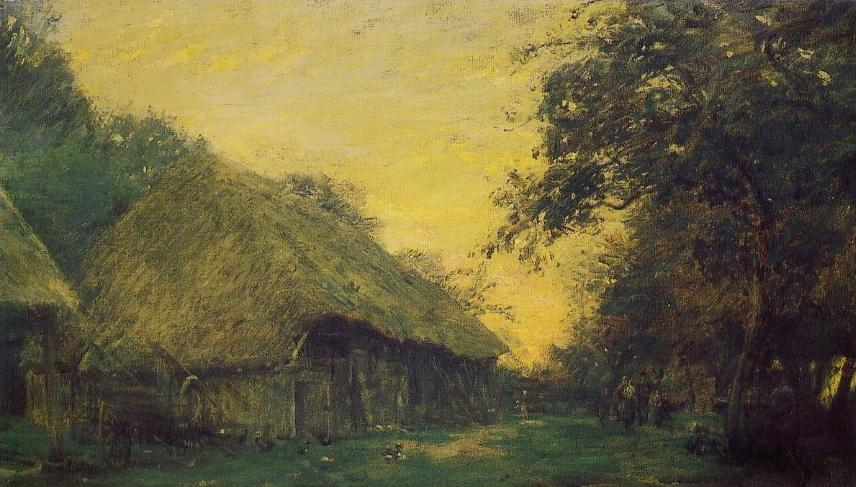
Apusul soarelui la Honfleur (1875)

Împărțindu-și timpul între Paris și Honfleur din 1871, a decis în cele din urmă să se stabilească, în 1873, la Honfleur, un port din Normandia care a găzduit numeroși pictori și care a fost numit „leagănul impresionismului”. Prieten cu Jongkind⁠(d), acesta a vizitat în mod regulat „Ferma Saint-Simeon”, un han din Honfleur, renumit ca loc de întâlnire pentru artiști și scriitori, precum Claude Monet, Eugène Boudin și Baudelaire, precum și Jongkind însuși.
După ce s-a stabilit, împreună cu fiica sa, la Honfleur în ultimul deceniu al vieții sale, Cals a pictat portul, marea și viața umană asociată acesteia. La invitația lui Monet, a participat la prima expoziție impresionistă în 1874 și 1876, până în 1881.
Cals a murit la Honfleur pe 3 octombrie 1880, la vârsta de 69 de ani.